# Bosc Comunal de Censà
El Bosc Comunal de Censà és un bosc del terme comunal de Censà, a la comarca del Conflent, de la Catalunya del Nord.
Està situat al centre i sud del terme de Censà, a banda i banda de la vall de la Ribera de Cabrils.
El bosc està sotmès a una explotació gestionada per l'Office National des Forêts (ONF); la propietat del bosc és del comú de Censà. Té el codi identificador de l'ONF F16258H.